# Germanisch-Romanische Monatsschrift
Germanisch-Romanische Monatsschrift (GRM) è un periodico tedesco di critica letteraria quadrimestrale, pubblicato dalla casa editrice Winter di Heidelberg.
Si tratta della più antica rivista dedicata a studi comparatistici dei paesi germanofoni, ed una delle più antiche d'Europa: il primo numero del periodico fondato da Heinrich Schröder è stato pubblicato nel 1909. La pubblicazione si è interrotta dopo il numero 31 (1943) a causa della guerra; dal 1950/51 è stata inaugurata la nuova serie.
La GRM comprende saggi critici (Hauptbeiträge), saggi critici brevi (kleinere Beiträge) e recensioni (Besprechungen). Come suggerito dal titolo, i contributi si occupano di filologia germanica (ovvero tedesca, inglese e nordamericana) e di filologia romanza (intesa come francese, italiana, spagnola e portoghese), dal medioevo alla contemporaneità; negli ultimi anni hanno trovato spazio anche gli studi postcoloniali, in particolar modo relativi alla letteratura inglese e spagnola. Gli interventi possono essere scritti in tedesco, inglese e francese.
Il giornale è diretto da Renate Stauf (Braunschweig, direttrice responsabile), Cord-Friedrich Berghahn (Braunschweig), Bernhard Huss (Berlino), Ansgar Nünning (Gießen) e Peter Strohschneider (Monaco).
Dal 2009 gli articoli presentati per la pubblicazione sono sottoposti a revisione scientifica anonima, effettuata da un comitato scientifico internazionale.
Dal 1979 vengono pubblicate, nella collana “Beihefte zur GRM”, tesi di dottorato, tesi postdottorali (Habilitationsschriften) e atti di convegni, dal carattere monografico, relativi alle letterature americana, inglese, tedesca e romanza.